# Estación de La Gramedosa
La Gramedosa es una estación ferroviaria clausurada situada en el municipio español de Cardenete en la provincia de Cuenca, comunidad autónoma de Castilla-La Mancha. Actualmente las instalaciones se encuentran clausuradas y no ofrecen servicio de viajeros.

## Situación ferroviaria
La estación se encuentra en el punto kilométrico 203,8 de la línea férrea 310 de la red ferroviaria española que une Aranjuez con Valencia, entre las estaciones de Arguisuelas y Yémeda-Cardenete. El tramo es de vía única y está sin electrificar.

## Historia
La estación fue inaugurada oficialmente el 26 de noviembre de 1947 bajo el mando de RENFE creada en 1941 con la nacionalización del ferrocarril en España. Sin embargo, poco tenía que ver la nueva compañía estatal en una línea que se había gestado mucho antes. La infraestructura se enmarcó dentro de la línea Cuenca-Utiel que buscaba unir el trazado Madrid-Aranjuez-Cuenca con el Utiel-Valencia para crear lo que su época se conoció como el ferrocarril directo de Madrid a Valencia. Inicialmente adjudicada a la Constructora Bernal, las obras fueron finalmente iniciadas en 1926 por la empresa Cesaraugusta S.A. quien compró los derechos a la anterior.
La Guerra Civil marcó la rescisión del contrato en 1936 y la apertura parcial de algunos tramos más con fines militares que civiles. Concluido el conflicto una nueva constructora llamada ABC remataría la obra incluyendo algunos viaductos especialmente complejos hasta la inauguración total por parte del general Franco el 25 de noviembre de 1947. El trazado entre esta estación y Enguídanos fue el último en ser puesto en servicio, justo un día después de la inauguración total de la línea Cuenca-Utiel.
Desde el 31 de diciembre de 2004 Renfe Operadora explota la línea mientras que Adif es la titular de las instalaciones ferroviarias.